# Swans
Gli Swans (in italiano cigni) sono un gruppo rock sperimentale statunitense nato nel 1982 a New York.
Nati come formazione hardcore punk e noise rock ed affini alla No Wave newyorchese, gli Swans hanno nel corso degli anni approcciato generi differenti, dall'industrial (del quale sono annoverati tra i fondatori) al gothic rock fino al folk, al dark ambient e al drone, pur mantenendo sempre uno stile molto personale. Caratteristiche cruciali del loro stile sono la voce tenebrosa e i testi disperati del leader Michael Gira. 
Vengono considerati da una parte della critica una delle band più importanti nella storia della musica rock.
Riguardo alla scelta del nome, apparentemente in antitesi con la violenza della musica del gruppo, Gira ha affermato: "I cigni sono maestose, bellissime creature con un cattivo temperamento".

## Storia del gruppo
Formatisi a New York in pieno movimento no wave, sono capeggiati dalla figura imponente di Michael Gira, che con la chitarrista Sue Hanel (poi sostituita da Norman Westberg) e il batterista Jonathan Kane costituisce il nucleo originario del gruppo.
Nel 1983 pubblicano per l'etichetta tedesca Zensor l'album di debutto Filth, che vede la partecipazione del batterista Roli Mosimann (futuro membro degli Young Gods), a cui fa seguito l'anno dopo Cop. I suoni sono cupi e distorti, le percussioni marziali e le liriche, declamate con voce mostruosa, parlano di violenza, sottomissione al potere e sesso estremo. Il gruppo col tempo si fa una discreta fama soprattutto in Europa. In questo periodo i loro concerti sono caratterizzati da un volume volutamente eccessivo.

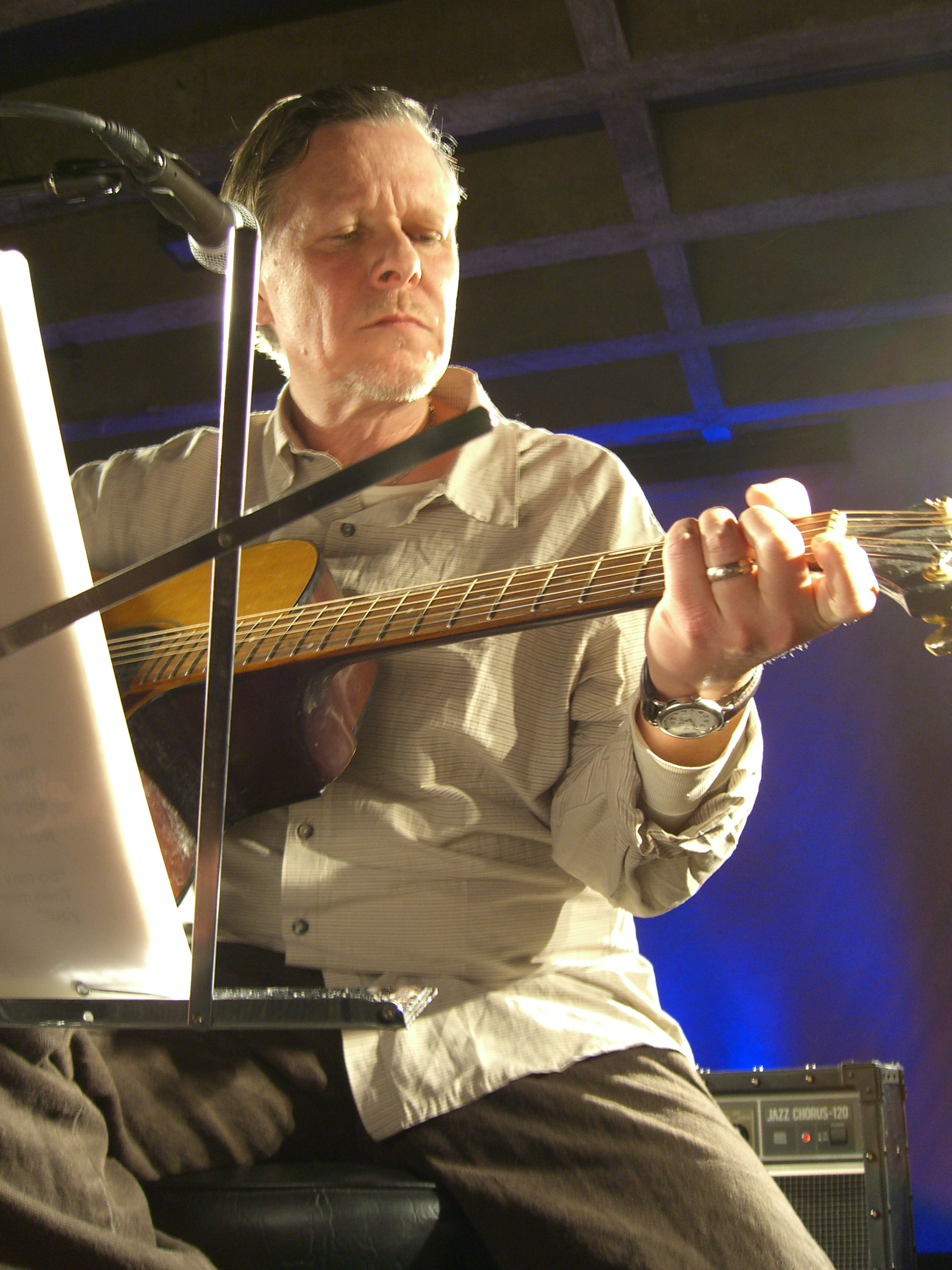
Michael Gira in concerto a Varsavia nel 2010

Con le successive pubblicazioni, il gruppo ammorbidisce la crudezza degli esordi per raggiungere quella che molti reputano la loro vetta creativa con l'album Children of God, del 1987, opera monumentale in cui i tormenti di Gira si colorano di una forte tensione religiosa. Il disco vede la presenza aggiuntiva della cantante e tastierista Jarboe, che aveva esordito nel disco precedente Greed e contribuisce in maniera decisiva a ridefinire il suono del gruppo, che diventa meno rumoroso e più epico, vicino al gothic rock e alla darkwave.
È invece del 1991 l'altrettanto valido White Light from the Mouth of Infinity, in cui le atmosfere si fanno più eteree e prossime al neofolk, mentre le liriche toccano forse l'apice dell'incurabile dolore esistenziale che è ormai il marchio di fabbrica del frontman.
Il gruppo prosegue fino al 1998, anno in cui si scioglie temporaneamente. Michael Gira forma gli Angels of Light, in cui approfondisce la sua vena più intimista e riflessiva, mentre Jarboe inizia una carriera solista.
Nel 2009 Gira riforma a sorpresa il gruppo, richiama Norman Westberg e con altri musicisti l'anno seguente pubblica My Father Will Guide Me up a Rope to the Sky che riceve ottime recensioni dalla critica. Il successivo The Seer (epico doppio album della durata di circa due ore, registrato a Berlino nello studio degli Einstürzende Neubauten, a cui partecipano Ben Frost, Karen O degli Yeah Yeah Yeahs, Alan Sparhawk & Mimi Parker dei Low, alcuni componenti degli Akron/Family, Grasshopper dei Mercury Rev e anche la vecchia musa Jarboe) viene indicato da più parti come uno dei migliori dischi dell'anno.
Il 12 maggio 2014, su etichetta Mute Records, esce To Be Kind, tredicesimo lavoro della formazione e ancora una volta su doppio disco. L'album, le cui session sono iniziate nell'ottobre del 2013 da materiale sviluppato live durante il tour del 2012-2013, è prodotto da Michael Gira e registrato da John Congleton ai Sonic Ranch, a Tornillo, in Texas. Ospiti del disco sono St. Vincent, Cold Specks, Little Annie e Bill Rieflin. Ad anticipare il disco, i brani A Little God In My Hands e Oxygen.
Nel 2019 è stato pubblicato il film-documentario sulla band dal titolo Where Does a Body End?, diretto dal regista italo-canadese Marco Porsia.

## Formazione

### Formazione attuale
- Michael Gira - chitarra, voce (1982-1997, 2010-presente)
- Christoph Hahn - chitarra (1983–1995, 2010–presente)
- Christopher Pravdica - chitarra, lap steel guitar (1988–1991, 2010–presente)
- Phil Puleo - batteria, percussioni, dulcimer (1995–1997, 2010–presente)
- Paul Wallfisch - basso (2010-presente)
- Norman Westberg - tastiere (2016-presente)

### Ex componenti
- Dan Braun – basso (1982)
- Bill Bronson – basso (1995–1997)
- Harry Crosby – basso (1983–1984)
- Toby Dammit – batteria (1995–1996)
- Daniel Galli-Duani – sassofono (1982)
- Joe Goldring – basso (1995–1997)
- Ronaldo Gonzalez – batteria (1986–1987)
- Sue Hanel – chitarra (1982)
- Thor Harris – batteria, percussioni, vibrafono, hammered dulcimer, tastiere (2010–2016, 2017)
- Jarboe – tastiere, voce, piano (1984–1997, 2012)
- Jonathan Kane – batteria (1982–1983)
- Algis Kizys – basso (1986–1995)
- Sami Kumpulainen – basso (1988)
- Mojo – percussioni, tape loops (1982)
- Thurston Moore – basso (1982)
- Virgil Moorefield – batteria (1989)
- Roli Mosimann – batteria (1983–1984)
- Ivan Nahem – batteria (1982, 1986)
- Ted Parsons – batteria (1985–1987)
- Bob Pezzola – batteria (1982–1983)
- Bill Rieflin – batteria (1995–1996; guest 2010–2014)
- Vinnie Signorelli – batteria (1991–1992)
- Clint Steele – chitarra (1990–1997)
- Jon Tessler – basso, percussioni, tape loops (1982)
- Jenny Wade – basso (1991)

## Discografia

### Album in studio
- 1983 - Filth (Neutral Records)
- 1984 - Cop (K.422)
- 1986 - Greed (K.422)
- 1986 - Holy Money (PVC Records)
- 1987 - Children of God (Caroline Records)
- 1989 - The Burning World (UNI Records)
- 1991 - White Light from the Mouth of Infinity (Young God Records)
- 1992 - Love of Life (Young God Records)
- 1995 - The Great Annihilator (Young God Records)
- 1996 - Soundtracks for the Blind (Young God Records)
- 2010 - My Father Will Guide Me up a Rope to the Sky (Young God Records)
- 2012 - The Seer (Young God Records)
- 2014 - To Be Kind (Young God Records/Mute Records)
- 2016 - The Glowing Man (Young God Records)
- 2019 - Leaving Meaning (Young God Records/Mute Records)
- 2023 - The Beggar (Young God Records)
- 2025 - Birthing (Young God Records)

### EP
- 1982 - Swans (Labor)
- 1984 - Young God (K.422)
- 1988 - Love Will Tear Us Apart (Product Inc.)
- 1992 - Love of Life/Amnesia (Young God Records/Sky Records)
- 2014 - Oxygen

### Album live
- 1986 - Public Castration Is a Good Idea (autoprodotto)
- 1989 - Feel Good Now (autoprodotto)
- 1990 - Anonymous Bodies in an Empty Room (autoprodotto)
- 1992 - Real Love (autoprodotto)
- 1992 - Omniscience (Young God Records)
- 1996 - Kill the Child (Disaster Records)
- 1998 - Swans Are Dead (Atavistic, Young God Records)
- 2012 - We Rose from Your Bed with the Sun in Our Head (Young God Records)
- 2013 - Not Here / Not Now (Young God Records)
- 2015 - The Gate (Young God Records)
- 2017 - Deliquescence (Young God Records)
- 2024 - Live Rope (Young God Records)

### Raccolte
Lista parziale
- 1991 - Body to Body, Job to Job
- 1996 - Die Tür ist zu
- 1999 - Various Failures
- 2003 - Forever Burned